# 黒雪姫〜スノウ・ブラック〜
『黒雪姫〜スノウ・ブラック〜』（くろゆきひめ スノウ・ブラック）は、QuinRoseより2014年4月24日に発売されたPlayStation Portable用恋愛アドベンチャーゲームで、『白雪姫』をモチーフとした乙女ゲーム作品のシリーズ第一作目。本項目では続編の『黒雪姫〜スノウ・マジック〜』（くろゆきひめ スノウ・マジック）についても扱う。

## 概要
主人公の国―トレゾアと不思議な森―“迷いの森”を舞台に、隣接する2国―プラチナムとアパラシオンも巻き込んで、題材となる『白雪姫』の配役と同じ肩書き・通り名を持つキャラクター達と主人公が繰り広げる恋愛模様。だが本家の『白雪姫』と違い、主人公がエンディングで結ばれる相手は王子だけではない。また登場人物名やその一部・国名に、多くの有名香水の名前やその製造会社名が使われている。
一部販売店では、ブラックとマジックをセットにしたVita版全巻パックが2015年12月17日発売予定で予約開始されたものの、制作会社のアートムーヴ（ブランド名：QuinRose）の事業停止により、QuinRoseの公式ページでの発売告知前の段階で既に、発売を中止する旨が予約者に通知されている。

## ストーリー

### ブラック
その美貌による政略結婚を見込まれ、母国―トレゾアの王家に引き取られた主人公は、僅かながら持つ魔法の力を隠しつつ美しく成長する。しかしある夜会の最中にクーデターが起こり、主人公の目前で養い親の国王は惨殺。一族郎党は処刑され、主人公だけが首謀者の宰相―ルヴィアンによって囚われの身になってしまう。
月日は流れ、外部には生死不明とされたまま、復讐の機会をうかがいながら城で監禁されて過ごす主人公だったが、とうとう3年目にして親しくなった監視役―ファルコの厚意で不思議な聖域―“迷いの森”へ逃れる事に成功する。この森を彷徨った末に行き倒れた主人公を助けたのは、潜伏集団―“七人の同盟者”達だった。彼らがトレゾアに続いて攻め落された2国―壊滅状態となったプラチナムと占領されてしまったアパラシオンの首脳陣であり、征服者であるルヴィアンへの復讐と王国奪還を誓うレジスタンスだと知った主人公は、最後の王族としてトレゾアを取り戻す為、怪しまれながらも何とか行動を共にさせて貰うようになる。
その頃、美と主人公への屈折した執着から、何故か美貌の“女王”として3国に君臨していたルヴィアンは、半狂乱で失踪した主人公を探していた―――。

### マジック
ルヴィアンから国を取り戻し、攻め寄せたタレンシカを退けたトレゾア・プラチナム・アパラシオン。トレゾアの美貌の女王として即位した主人公は、ファルコと鏡の精霊―ミラーを側仕えに、自国の統治に追われていた。そんなある日、タレンシカが再戦を目論んでいるという噂と、その背後に伝説の人物―“白の魔法使い”が付いた事を知る。3国を守り抜こうと、心強い仲間である七人の同盟者達を再び招集した主人公は、タレンシカ戦の最中に消えたルヴィアンを貴重な情報源且つ、戦力として探す事を提案するが…。

## 登場人物
白雪姫 / リヴ＝トレゾア（Liv Tresor）　※ブラック冒頭・マジックの一部ではシャドール
名前のみ変更可能。シャドール王家唯一の生き残りで、その容姿から白雪姫の愛称を持つ美姫。マジックではトレゾアの新米女王。
評判を聞きつけたトレゾア王により、12歳にして政略結婚を前提にシャドール王家に引き取られた程の美女。平民出身とされているが実際には貧農の村の出で、主人公のお産が元で母が亡くなった為に酒に溺れた父に、王家入り前は家事を押し付けられながら殴る・蹴るのDV扱いを受けて育つ。この頃に出逢った、雪の季節にだけ訪れるルヴィアンに淡い恋心を抱くが、城で再会した折にはルヴィアンのあまりのナルシスト振りに、キッパリとその想いを振り切る。自身が王家に受けた恩や立場を強く認識しており、それらに報いようと政略結婚も納得尽くで、更に叛乱後は王国の復興やより良い発展を常に模索している。
雪のように白い肌に、緩く波打つ艶やかな黒髪の脇の一部だけ三つ編みにした垂らし髪で、赤いリボンをヘアバンド代わりに結んでいる。少女の頃には既にその容姿が人の噂に登っており、現在も清純な可憐さを湛える。姫としての教養を王家で最低限躾けられたようだが、生家時代の経験から炊事・洗濯・掃除や菓子作りなどの一通りの家事もこなし、主人公自身も貴人の子女としてよりは後者のような素朴さを自分らしさと受け止めているようで、迷いの森での生活中はどの滞在地でも積極的に家事に携わっている。また思春期に大切に囲われていたせいか、スレた所のない純情でやや世間知らずな性格。林檎や、それを使った菓子―特にアップルパイが大好きで、林檎はよくルヴィアンに与えられていた。周囲を魅き付ける美しさ、小さな物を指先だけで自在に浮かす力、病に罹らない・治癒力の高さなどの“魔”を持ち、精霊の作る空間を渡る事が出来る。
マジックではルヴィアンへの憎しみと思慕という相反する感情を持ちながらも、対魔法使いにはルヴィアンが必要だと考え、周囲の複雑な心境を知りながらも捜索を宣言する。

### トレゾア
周辺を囲む森が国境代わりの、目立った産業のない国。先を憂慮した王は外交で身を立てようと、主人公の美しさで有益な国の王家と婚姻関係を結ぶ事を考案、代わりにそれまで養育するという条件で主人公を引き取った。しかし政略結婚直前に王家は転覆され、ルヴィアンが女王として治めるようになる。プラチナムやアパラシオンとはずっと友好関係にあったが、同じ隣接国でもタレンシカとはその王の強欲さからやや疎遠。
ルヴィアン＝タンドゥル（Reviens Tendre）
声 - 津田健次郎
元は敏腕宰相だった女装のトレゾア“女王”。マジック開始時点では消息不明。
眉目秀麗・頭脳明晰・剣も銃も敵う者のない腕前の優雅な麗人。自分の美貌が誰より一番、何より大切なのは自分の美貌、人命すら自らの美貌の前には塵芥と豪語して止まない、究極のナルシスト。美容関係にも熱心でファッションに煩く、即位後はお洒落を存分に楽しむ為に身に着けるものは全て女物にしてしまい、特にドレスはよく仕立てている。従ってルヴィアンを一見しただけでは男と気付かず、声を聴いて初めてその性別を知る者も外部には多い為、主人公や城の者を除いた殆どの者、特に七人の同盟者達などはルヴィアンを本当の女王（女）と信じて疑わなかった。幼少時から知る主人公には並々ならぬ執着と独占欲を燃やし、他の者を完全に見下しているので、自身や主人公を直接触られるのを嫌う。従って、クーデター直後こそ主人公を牢に幽閉もしたが一切の危害を加えず、衣食も十分に世話し、主人公を自室に戻して以降は城外に出す事や限られた者以外との接触のみ禁じて『美しさを保つのに、外の醜い一切のものから守っている』積りらしい。主人公以外の王族は全て根絶やしで、兵士も気分次第で殺害するなど倫理観は一般とかけ離れており、しばしば謎めいた発言をするなど主人公の“魔”についても何か知っているらしい。しかしその優秀さから遥か北の国よりヘッドハンティングされて来るまでの過去や、クーデターの真意など、一切を語ろうとしない。ブロンドの巻き毛に薄紫の瞳で、主人公によれば初めて出会った頃からその容色に衰えや変化は全く見られない。
マジックではタレンシカの侵攻を防ぐのに大きく貢献した後、いつの間にか忽然と姿を消してしまった。主人公にとってはルヴィアンのかつての言葉―『母にも敵にもなってあげる。』という宣言通り、忘れようのない人間としてその心に食い込んでいる。
ファルコ＝ローダー（Falco Lauder）
声 - 置鮎龍太郎
ルヴィアンの雇われ暗殺者で、通り名は“狩人”。
金にシビアな守銭奴で、下町育ち特有の口の悪さはあるが面倒見が良く、作中では数少ない常識人。折り畳み式のクロスボウをメインとする凄腕の暗殺者だが、一般的な見識の持ち主であるが故に罪悪感も強く、苦労人で常にツッコミ役。ブラック冒頭では主人公の目の前で直接父王を手に掛けた張本人だが、監視役として長年暇潰しのカードゲームの相手などをする内に主人公を気に入り、城内で起きた騒動を利用して森に逃がし、追手に対しては殿を務めた。同業者のジャンヌとは犬猿の仲の商売敵で、顔を合わせれば乱闘を起こす。可愛いものと動物が好きで、暇があれば森の動物達に餌を恵んでいる。紙煙草を吸い、甘い物は苦手。主人公には、カードゲームで負けっ放しであった。
ミラーと共に主人公の側仕えとして残っているマジックでは、トレゾア軍の鍛錬から諜報活動・書類仕事まで幅広くこなし、多忙を極めている。
ミラー（Mirror）
声 - 代永翼
ルヴィアンの側仕え。鏡の精霊。
無口で無表情、鏡を差し出す以外はただルヴィアンに付き従っているだけの美青年。鏡に宿る“魔”が意志を持ち具現化した存在なので、美しいものを眺めるのを好み、大概の事はあっさりとこなすが1から物を作り上げる事は出来ず、自身が“壊れる”（傷付けられる）ような戦闘行為などは嫌がってすぐに逃げる。当初はルヴィアンの美しさを一番好んで付き従っていたが、主人公の容色や内面に美しさを感じて気に掛けるようになり、逃亡を見過ごすなどの手助けをしてくれるようになる。鏡の中の空間を自在に駆使し、隠し部屋を作ったり、どこの鏡（鏡のように歪みなく姿を映すなら水面でも可）同士でも繋いで通り抜けが出来るので、国を跨ぐ移動も一瞬であり、登場は唐突。また“魔”を持つ者になら鏡の空間を渡らせる事も可能で、よく主人公の移動を助けるようになる。
ファルコと共に主人公の側仕えとして残っているマジックでは、主人公の秘書的な立場で事務作業に従事しており、有名なお伽話の人物―“黒の魔女”や“白の魔法使い”達について語る。また、ルピノのひたむきな真っ直ぐさを美しさと捉えて気に入っており、ルピノに不気味がられる程に付いて回る。

### 七人の同盟者
各母国を奪還すべく、ルヴィアンへの反撃の機会をうかがって“迷いの森”に潜む、反乱軍の集まり。
ファーレン＝ハイト（Fahren Heit）
声 - 櫻井孝宏
七人の同盟者のリーダー。トレゾア西の森と山を超えた先に位置する元緑の国―プラチナム王家唯1人の生き残りである第1王子。
森の西の家のトップで切れ者であり、カリスマ性と気品を備えた穏やかな笑みの美青年。加えて金髪碧眼という理想的な王子様の外見とは裏腹に、目的の為には手段を問わず、最善・最短な効率重視の作戦を周到に巡らせる策士タイプ。それにより腹黒とも揶揄されるが根は生真面目で高潔な努力家で、トレゾアのクーデターの晩に行われていた夜会で二言三言話しただけの主人公が初恋の相手、という一途さも持つ。近隣国の王家同士、アパラシオンの王子―デューンとは幼い頃からの付き合いだが性格が正反対で、特に軽薄さが目に付くらしくよく無責任だと非難している。しかし何かとぶつかりはするものの、羨望やライバルとして認めているからこその遠慮のない部分もあり、身分が同格なのも手伝って、ある意味一番素で対している相手でもある。両親と妹姫を目の前でルヴィアンに殺され、城は落城。プラチナム全土に火を放たれて壊滅状態にされてしまった事から、ルヴィアンへの恨みは深い。それにより周囲の人間が居なくなる事に臆病で、猜疑心が強い。菓子作りが好きだった母の思い出からアップルパイが大好物で、料理上手なデューンの側近―オムニアをお抱えパティシエにと狙っている。
母国を無事取り戻したマジックでは、新国王として国を復興。その辣腕を揮い、見事にプラチナム城も修復している。
ルピノ＝ロシャス（Lupino Rochas）
声 - 鳥海浩輔
ファーレンを慕う、元プラチナム第1騎士団の副団長。七人の同盟者のメンバー。
短髪・童顔で身長が低い少年然とした容姿で、主人公を始めとした同盟のメンバーには何かと『可愛い』と言われがちだが、剣の腕はピカ一の20代。プラチナム陥落の際、たった1人の家族であった姉と、上司ではあったが兄のように慕っていた騎士団長を亡くしている。平民出身の自分を騎士に取り立てたファーレンに大恩を感じており、落城時に命懸けで逃して以来、共にプラチナムを復興したいと強く願っている。その為の剣の腕を上げながら、鉄壁を謳われたプラチナム騎士団を再興しようと、時折荒廃したプラチナムに出向いては散り散りになったメンバーを懸命に集めている。好物は焼き林檎。
マジックでは国を立て直したファーレンの元、プラチナム騎士団の団長に就任している。
ロレイユ＝アダレード（Loreille Adelaide）
声 - 大川透
ファーレンの側近で、七人の同盟者のメンバー。元貴族で、海洋貿易で成功を収めた財産家。
かつて暴漢から命を助けられて以来、ファーレンが絶対で至上であり、盲目的に敬愛している。長い黒髪を後ろで1つに三つ編みで纏めており、何事も細かくキッチリで、その言動は神経質な小姑そのもの。効率第一で、料理すら必要な栄養素をバランス良く摂る事重視なので、西の家の食事を豆のスープばかりにしていた。西の家やプラチナム軍の財源は主にロレイユが捻出・運用している事から、ファーレンに忠実ではあるが、かなりの発言権を持っている。
ブラックでは突然現れた主人公に不信感を抱き、ルヴィアンからのスパイかとも疑って、同盟内でも1、2を争う辛辣さで対していた。が、国を取り戻した後は、知識がないながらも必死に国民第一で女王として公務に勤しむ主人公を、相変わらず容赦ない言葉を掛けながらも認めている。再興されたプラチナムでは貴族として復帰し、要職に就いてその腕を奮っている。
デューン＝バクスター（Dune Baxter）
声 - 杉山紀彰
トレゾア東の夕景の景勝地として名高い国―アパラシオンの第2王子。七人の同盟者のメンバー。
しなやかな体つきに反した騎士にも劣らぬ剣技、機転の良さと大胆さを併せ持つ青年。常に軟派でいい加減な言動は余裕綽々だが、愛嬌と華のある美形で、女性を見れば口説きに掛かる女ったらし。主人公は勿論、女性には毎度漏れなく歯の浮くような美辞麗句で迫るものの、特定の相手は作っていない模様。なんでもゲーム扱いな自信家発言が目立つが、実際は第2王子としては要領の良過ぎる自分に擦り寄って来る周囲に辟易しているポーズに隠した、理解されない事への諦めや、アパラシオンを奪われた事で初めて実感した失う事への恐怖、といった臆病さを抱えている。口癖は『～だけれども。』
マジックでは、ルヴィアンの侵攻時に兄の皇太子を含むアパラシオン王族が全員殺害された為、新国王として即位。立派に国を治めつつも同盟者時代のやんちゃさや女好きも健在で、時折無茶を言い出してはオムニアをハラハラさせている。
オムニア＝キャンベル（Omnia Campbell）
声 - 伊藤健太郎
デューンの教育係で側近。銃の名手でもある七人の同盟者のメンバー。
いつも柔和な笑みを絶やさない、おっとりとした優男風の青年。菓子作りも料理も本職並みの腕前で、アパラシオン軍を纏めるデューンの片腕を務める傍ら東の家の家事全般も担当している。城仕えの頃から世話していた孤児院の子供達の事をいつも気に掛け、ルヴィアンによるアパラシオン占領戦で行方不明になった1人の少女をずっと探している。15歳で出会った、当時8歳のデューンに感銘を受け、側近として堅い忠誠を誓っている。教育係を任される程に優秀で出自も良い名門貴族だが、貴族達の高慢な思考や醜い勢力争いに絶望しており、自身の『貴族らしさ』を嫌悪している。しかし皮肉にも一番身分に縛られ、主人公との恋では二の足を踏む事になる。
マジックではアパラシオン国王となったデューンの、有能な側近でありお目付け役。
シャマード＝リッチ（Chamade Ricci）
声 - 檜山修之
プラチナムの平民で構成された反乱軍のリーダー。七人の同盟者のメンバーだが、元はプラチナムの鍛冶職人。
鍛冶職人として修めている剣技を利用し、プラチナム市民でルヴィアンへの復讐心から反乱に加わろうとする者を組織・訓練している人物。いつも自らを老人扱いする発言をするだけあって、七人の同盟者中では最年長で、ファーレンとはまた違うが強い発言権を持つ。がさつでざっくばらんな性格だが、シャマードの反乱軍に多い若者達の将来を案じる優しさを持つ。プラチナムの陥落で妻子を亡くしている為、人の生死や打倒・ルヴィアンに拘る。面倒臭がりで家事はからっきしなので、シャマード指揮下の反乱軍の集会所にもなっている彼の家の荒れようは凄まじく、とても人の住処には見えない程。短髪で左頬に傷を持つ。
マジックでは、再興されたプラチナムで鍛冶職人として復帰。タレンシカ侵攻の報により軍議には馳せ参じているが、反乱軍自体は解散している（一部希望者は、ルピノの指揮下でプラチナム騎士団に入っている）ので、3国の武器の開発や調達・運搬などの後方支援、主人公の相談・励まし役などを担当している。
ジャンヌ＝ブッシュ（Jeanne Bush）
声 - 石田嘉代
“魔女”の通り名を持つ腕利きの暗殺者で、七人の同盟者のメンバー。
主人公を一目見るなり気に入り、何かと手を差し伸べてくれる年上の女友達。露出度の高い格好が多いが機能性重視なだけらしく、男には厳しい。物騒な発言は多いが、いつも明るく朗らか。ストレートの長髪を頭頂部でポニーテールにしており、常に大量の武器を持ち歩いているが、何処にどう収納しているのかは謎。メインの獲物は拳銃。ファルコとは彼のフリーランス時代に丁々発止の遣り取りを繰り広げ、互いの客を奪い合った恨みが尽きないらしく、一度行き合えば戦闘状態になってしまい、周囲の物を破壊しまくった前科もある。ルヴィアン制圧前のプラチナム王家でお抱え暗殺者だったらしく、また国お抱えになるのを願っている。
プラチナムの再興により無事お抱え暗殺者に返り咲くが、タレンシカ戦までは暗殺者というよりも諜報活動がメインであった模様。

### その他
マリー
主人公の世話を主に担当するメイド。主人公にとっては数少ない同年代の知人で、愛らしく無邪気な、妹のような存在。実際は天然で計算高い、強かなリアリストで噂好き。マジックでは新女王として公務に明け暮れ、自身の身の回りに無頓着になりがちな主人公にハッキリと意見し、世話を焼いている。
ロイド
プラチナム騎士団の元団員。ルピノとは違い、プラチナム陥落時に荒廃した街に取り残されてしまい辛酸を嘗めた事で疑心暗鬼になっており、やっと再会したルピノからの決起の申し出にもなかなか応じようとしない。若いが騎士然とした、団内でも信用を集める人物だったので、街で生活苦に喘ぐ騎士達の多くと繋がっている。
黒の魔女
『夕暮れ時には、黒の魔女に攫われないように』等の忠言に登場する程に、トレゾア周辺の国では知らぬ者のない伝説の魔女。永い時を生きながらも、謎めいた艶やかさに彩られた絶世の美貌を誇る、黒いドレスの女性。当初はお伽話の登場人物かに思われていたが、実はトレゾア南端に位置する“トレゾアの谷”に住居を構える、実在の美女。住居には、彼女に気に入られるような強欲さを持つ人間しか入れない。ルヴィアンと黒い梟で度々手紙の遣り取りをしており、手を貸したりもしている様子だが、曖昧な物言いで時折主人公にちょっかいを掛けてくるだけで何も教えてくれない。
白の魔法使い
黒の魔女と並び称される、有名な魔法使い。マジックにて登場し、タレンシカに力を貸しているらしく、トレゾアを始めとする3国へのタレンシカからの攻撃時に、時折不思議な現象が起こるようになる。長いストレートの黒髪を肩で緩く纏め、真っ白な衣服に身を包んだ爽やかな男性。常に絶やさないその笑みには一点の曇りもないが、純粋過ぎて全てに無関心な様子は、度々遭遇した主人公に恐れを抱かせる。黒の魔女とルヴィアン、ミラーに関係があるらしい。

## 作中用語
魔
この世界における魔力。精霊やかつて存在した魔法使い達が持っていた力で、強い“魔”は人を激しく惹き付ける魅力―美貌でもあるので多少ならば人間にも備わっているが、それが特に強い場合は“魔”となる。魔法使い達や精霊は更にこの力が強く、瞬間移動や空中浮揚・念力・不老長寿の力を有し、幻影や風火水土を自在に操る事が可能だが、その強さに比例した不幸も呼び込んでしまう。
この世界では全ては“白”と“黒”の2つの属性に大別され、2つが混じり合うことは許されず、それぞれの力を持つ者達が触れ合おうとすると力が反発。互いに痛みを伴う。その為、大昔に存在した白と黒のそれぞれの魔法使いの一族がいがみ合い、やがて凄絶な戦争を起こして滅んだので、とばっちりを食った魔法を使えない人間達の子孫である現代人からは今も尚、恐れと嫌悪の対象となっている。
迷いの森 / 結界の領域 / 不思議な大樹
トレゾアを囲む森の西の一部で、行き先をしっかりとイメージし、前を向いて進まねばいつまでも目的地に辿り着けない事から『足を踏み入れると二度と戻れない』と巷では恐れられている。これは白の魔法使いによって張られた結界によるもので、その力の満ちる満月に対して黒の力が増す新月の晩は容易く出入り出来てしまう。中心と思われる場所には大岩に絡み付くように根付いた林檎の大木が生えており、主人公が幼少時に読んだ絵本にあった『不思議な場所』という伝説の場所と思われる。
タレンシカ
トレゾアの南に位置し、大小30あまりの島から成る海洋国家。老獪な王が統治しており、ルヴィアンの治世時に何度かトレゾアと小競り合いを起こしている。タレンシカ王は隙あらばトレゾア・プラチナム・アパラシオンを取り込もうと考えており、自身の多くの王子・王女達との縁談を何かと主人公達に持ち掛けて来る。マジックではトレゾアに一度侵攻したが、3国の同盟軍により撃退された過去を持ち、逆襲を企てる。
モスキーナ
トレゾアの北にある、女王が治める大国。寒さが厳しい土地柄からあまり豊かとはいえず、ルヴィアンによるトレゾア陥落時には様子見、タレンシカの侵攻時にはいくらかの物資の供給をしたのみに留めている。

## 主題歌
- ブラック
  - オープニングテーマ「黒雪姫〜スノウ・ブラック〜」 - 歌：赤ティン
  - エンディングテーマ「Frozen」 - 歌：赤ティン
- マジック
  - オープニングテーマ「黒雪姫〜スノウ・マジック〜」 - 歌：赤ティン